# Staffan Ulfsson (Ulv) (lagman)
Staffan Ulfsson (Ulv), född på 1400-talet, död 1478, var en svenskt riksråd, lagman och häradshövding. Han var sonson till Staffan Ulfsson (Ulv) (den äldre]).
Han blev troligen riddare vid kung Kristoffers kröning 1441. Var häradshövding i Tjurbo härad från 1436 och åtminstone till 1448 och nämns även som sådan 1471. Var från 1449/1450 till åtminstone 1477 riksråd. Han var lagman i Västmanlands och Dalarnas lagsaga från 1443, vilken tjänst han innehade åtminstone till 1477. Även häradshövding i Trögds härad från 1537 och i slottsloven på slottet Tre Kronor i Stockholm 1542.
Han innehade Stensta i Karlskyrka socken och Lagnö i Aspö socken, Södermanland.